# Kenanga (Sungai Liat)
Kenanga is een bestuurslaag in het regentschap Bangka van de provincie Bangka-Belitung, Indonesië. Kenanga telt 4854 inwoners (volkstelling 2010).